# Lepus alleni
A Lebre-antílope (Lepus alleni) é um leporídeo norte-americano.